# Roy R. Rubottom, Jr.
Roy Richard Rubottom, Jr. (Brownwood, 13 de febrero de 1912-Austin, 6 de diciembre de 2010) fue un diplomático estadounidense, que se desempeñó como secretario de Estado Adjunto para Asuntos Interamericanos desde 1957 hasta 1960, teniendo un papel importante en la formulación de respuesta de los Estados Unidos a la Revolución Cubana.

## Biografía

### Primeros años
Nació en Brownwood (Texas), el 13 de febrero de 1912. Asistió a la Universidad Metodista del Sur, donde se graduó en 1933.  Realizó estudios de posgrado en la Universidad de Texas en Austin desde 1939 hasta 1941. En 1941, se unió a la Armada de los Estados Unidos con el rango de Teniente. Inicialmente fue enviado a Nueva Orleans, donde fue responsable de reclutar y entrenar. Después de cumplir tareas adicionales en Manzanillo (México) y Asunción (Paraguay), dejó la Armada en 1946, alcanzado el rango de comandante.

### Carrera diplomática
Se unió al servicio exterior de los Estados Unidos en 1947. Su primer puesto como oficial fue segundo secretario en Bogotá.  Luego se trasladó al Departamento de Estado de los Estados Unidos en Washington D. C. para convertirse en oficial a cargo de los asuntos mexicanos, y más tarde como director de la oficina de asuntos de América Central. Luego sirvió en la embajada estadounidense en Madrid, primero como consejero, luego como director de la Misión de Operaciones de los Estados Unidos en España. En 1956, regresó a Washington D. C. y se convirtió en Secretario de Estado Adjunto para Asuntos Interamericanos.

#### Secretario de Estado adjunto para Asuntos Interamericanos
Tras la renuncia de Henry F. Holland en septiembre de 1956, Rubottom asumió de forma interina el cargo de subsecretario de Estado para Asuntos Interamericanos. Después de muchos meses, el secretario de Estado John Foster Dulles optó por nominar a Rubottom para el cargo, que se confirmó en el Senado después de largas audiencias de confirmación. Rubottom se desempeñó como subsecretario de Estado para Asuntos Interamericanos desde el 18 de junio de 1957 hasta el 27 de agosto de 1960. Continuando con la política de contención de la Guerra Fría de la presidencia de Dwight D. Eisenhower (como se expresa en la Doctrina Eisenhower), el objetivo principal de Rubottom como secretario adjunto era detener la propagación del comunismo en América Latina. En enero de 1958, pronunció un importante discurso titulado «Comunismo en las Américas» en el que advirtió que los agentes de la Unión Soviética estaban cada vez más activos en América Latina y que los Estados Unidos tenían que estar preparados para apoyar a las fuerzas anticomunistas en América Latina.
La revolución cubana de 1959 ocurrió mientras Rubottom era subsecretario. Inicialmente creyó que Fidel Castro no era comunista, y en abril de 1959, el Departamento de Estado saludó a Castro como un «líder distinguido».  En una reunión del 14 de enero de 1960 del Consejo de Seguridad Nacional de los Estados Unidos, Rubottom explicó cómo evolucionó la política del Departamento de Estado desde tener una imagen positiva de Fidel Castro a principios de 1959 hasta decidir que Castro debía ser asesinado antes de fin de año:

El período de enero a marzo podría caracterizarse como el período de luna de miel del gobierno de Castro. En abril había sido evidente una tendencia a la baja en las relaciones entre Estados Unidos y Cuba... En junio, tomamos la decisión de que no era posible alcanzar nuestros objetivos con Castro en el poder y acordamos emprender el programa al que se refiere el Sr. Merchant.

En julio y agosto habíamos estado ocupados preparando un programa para reemplazar a Castro. Sin embargo, algunas compañías estadounidenses nos informaron durante este tiempo que estaban logrando algún progreso en las negociaciones, un factor que nos hizo retrasar la implementación de nuestro programa. La esperanza expresada por estas empresas no se materializó. Octubre fue un período de aclaración... El 31 de octubre, de acuerdo con la Agencia Central de Inteligencia, el Departamento recomendó al Presidente que aprobara un programa en las líneas mencionadas por el Sr. Merchant.

El programa aprobado nos autorizó a apoyar elementos en Cuba que se oponen al gobierno de Castro, haciendo que la caída de Castro parezca resultado de sus propios errores.

Además de las discusiones sobre el asesinato de Castro, participó en las discusiones sobre el embargo de Estados Unidos contra Cuba, que comenzó en octubre de 1960, dos meses después de que dejara el Departamento de Estado.
Como secretario adjunto, apoyó a los moderados en la República Dominicana que buscaron el derrocamiento del dictador Rafael Trujillo Molina, y le informando al Consejo de Seguridad Nacional en marzo de 1960 que pronto se produciría un intento de asesinato. Estuvo en contacto con funcionarios de la CIA para orquestar el asesinato, que eventualmente ocurrió en mayo de 1961.

### Años posteriores
El presidente Eisenhower luego lo nombró embajador de los Estados Unidos en Argentina. Presentó sus credenciales al gobierno argentino el 20 de octubre de 1960 y se desempeñó en ese cargo durante un año, dejando Buenos Aires el 19 de octubre de 1961.
Entre 1961 y 1964 fue asesor en el Naval War College. Luego regresó a su alma mater, Universidad Metodista del Sur, ocupando diversos cargos administrativos hasta 1971).  Luego pasó dos años como presidente de la Universidad de las Américas de Puebla antes de retirarse en 1973.
En su retiro, vivió en Dallas. Rubottom y su esposa eran miembros activos de la Iglesia metodista unida de Highland Park. Rubottom también participó activamente en Boy Scouts de América, se desempeñó como delegado de los Estados Unidos en la Conferencia Scout Mundial en cuatro ocasiones y recibió el Premio Silver Buffalo en 1993.
Falleció el 6 de diciembre de 2010 en Austin (Texas).

## Publicaciones
- Roy R. Rubottom, Jr., "Communism in the Americas", Department of State Bulletin, 3 de febrero de 1958.
- Roy R. Rubottom Jr., "Toward Better Understanding between United States and Latin America," Annals of the American Academy of Political and Social Science, Vol. 330, Whither American Foreign Policy? (julio de 1960), pp. 116-123.
- Roy R. Rubottom Jr., "The Goals of United States Policy in Latin America", Annals of the American Academy of Political and Social Science, Vol. 342, American Foreign Policy Challenged (julio de 1962), pp. 30-41.